# Kiril Ivkov
Kiril Lozanov Ivkov (bulharskou cyrilicí Кирил Лозанов Ивков) (21. června 1946, Pernik – 24. května 2025) byl bulharský fotbalista, obránce. V letech 1974 a 1975 byl vyhlášen bulharským fotbalistou roku.

## Fotbalová kariéra
V bulharské lize hrál za PFK Miňor Pernik, Levski Sofia a FK Etar Veliko Tarnovo. S Levski Sofia získal čtyři mistrovské tituly a čtyři vítězství v bulharském fotbalovém poháru. V Poháru mistrů evropských zemí nastoupil ve 2 utkáních, v Poháru vítězů pohárů nastoupil v 16 utkáních a v Poháru UEFA nastoupil ve 12 utkáních a dal 1 gól. Za bulharskou reprezentaci nastoupil v letech 1968–1979 ve 44 utkáních a dal 1 gól. Byl členem bulharské reprezentace na Mistrovství světa ve fotbale 1974, nastoupil ve všech 3 utkáních. S bulharskou reprezentací získal stříbrnou medaili na fotbalovém turnaji olympijských her v Mexico City roku 1968.

## Ligová bilance
| Ročník                                | Zápasy | Góly | Klub                   |
| ------------------------------------- | ------ | ---- | ---------------------- |
| 2. bulharská fotbalová liga 1963/1964 | -      | -    | Metalurg Pernik        |
| 2. bulharská fotbalová liga 1964/1965 | -      | -    | Metalurg Pernik        |
| 2. bulharská fotbalová liga 1965/1966 | -      | -    | Metalurg Pernik        |
| 1. bulharská fotbalová liga 1966/1967 | -      | -    | FK Miňor Pernik        |
| 1. bulharská fotbalová liga 1967/1968 | 28     | 0    | Levski Sofia           |
| 1. bulharská fotbalová liga 1968/1969 | 29     | 0    | Levski Sofia           |
| 1. bulharská fotbalová liga 1969/1970 | 27     | 0    | Levski Sofia           |
| 1. bulharská fotbalová liga 1970/1971 | 16     | 1    | Levski Sofia           |
| 1. bulharská fotbalová liga 1971/1972 | 32     | 0    | Levski Sofia           |
| 1. bulharská fotbalová liga 1972/1973 | 33     | 0    | Levski Sofia           |
| 1. bulharská fotbalová liga 1973/1974 | 28     | 2    | Levski Sofia           |
| 1. bulharská fotbalová liga 1974/1975 | 30     | 2    | Levski Sofia           |
| 1. bulharská fotbalová liga 1975/1976 | 23     | 1    | Levski Sofia           |
| 1. bulharská fotbalová liga 1976/1977 | 29     | 2    | Levski Sofia           |
| 1. bulharská fotbalová liga 1977/1978 | 18     | 1    | Levski Sofia           |
| 2. bulharská fotbalová liga 1978/1979 | -      | -    | FK Etar Veliko Tarnovo |
| 1. bulharská fotbalová liga 1979/1980 | -      | -    | FK Etar Veliko Tarnovo |
| 2. bulharská fotbalová liga 1980/1981 | -      | -    | FK Etar Veliko Tarnovo |
| 1. bulharská fotbalová liga 1981/1982 | -      | -    | FK Etar Veliko Tarnovo |
| CELKEM                                | 293    | 9    |                        |